# Acanthodiaptomus denticornis
Acanthodiaptomus denticornis is een eenoogkreeftjessoort uit de familie van de Diaptomidae. De wetenschappelijke naam van de soort is voor het eerst geldig gepubliceerd in 1887 door Wierzejski.